# Enoplognatha abrupta
Enoplognatha abrupta là một loài nhện trong họ Theridiidae.
Loài này thuộc chi Enoplognatha. Enoplognatha abrupta được Ferdinand Karsch miêu tả năm 1879.